# 제9회 부천국제애니메이션페스티벌
제9회 부천국제애니메이션페스티벌은 2007년 11월 2일에 열린 시상식이다.

## 수상 및 후보

### 본상- GRAND Prize
- 쥐덫 - 한운 수상

### 본상- RECOMMENDATION Prize
- 아빠, 아들 그리고 춤 - 진-찰스 엠보띠 마로로 수상

### 본상- TREND Prize
- 드림 메이커 - 레제크 플리크타 수상

### 본상- NOTICE Prize
- 에고 - 루이 블레즈 수상
- 에고 - 또마 라가쉬 수상
- 에고 - 바스티앙 호제 수상

### 본상- VISION Prize
- 밀크 티스 - 티보 바노키 수상

### 본상- MEMORIAL Prize
- 베통 - 마리엘 벨링코 외1명 수상

### 본상- Animated Spot Prize
- 플레이 스테이션 - 줄리아 도베쉬 수상

### 특별상- 유광선 상
- 밥묵자 - 민성아 수상
- 유랑극단 - 김찬수 수상

### 특별상- 부천대학장 상
- 카파드 - 토마스 레오나드 외2명 수상

### 특별상- 유한대학장 상
- 날고 싶은 병아리 - 이강 쟁 수상

### 특별상- 경기디지털콘텐츠진흥원 상
- 영원한 사랑 - 퍼시 테이셔 수상

### 특별상- 농협부천시지부장 상
- 슬프고도 슬픈 - 사이언 블랙 수상